# Hypechusa seriocarpa
Hypechusa seriocarpa là một loài thực vật có hoa trong họ Đậu. Loài này được (Fenzl) Alef. mô tả khoa học đầu tiên năm 1860.